# المحداد (يهر)

تعديل مصدري - تعديل

المحداد هي إحدى قرى عزلة يهر بمديرية يهر التابعة لمحافظة لحج، بلغ تعداد سكانها 126 نسمة حسب تعداد اليمن لعام 2004.